# 白老町立白翔中学校
白老町立白翔中学校（しらおいちょうりつ はくしょうちゅうがっこう）は、北海道白老郡白老町にある公立中学校。

## 概要
- 本校は白老町西部の萩野地区にあり、おおむね町西部を学区とする。
- かつては苫小牧市内への通勤者用の宅地開発が行われたが、現在は地域の就業者の主力は製紙関連の従業者を中心とした二次産業及び漁業などの一次産業である。

### 学校行事
- 入学式、始業式
- 陸上競技大会
- 学校祭
- 職場体験
- 保育体験
- 3年生を送る会
- 卒業式
- 終業式、離任式

## 生徒数[1]
2022年（令和4年）5月1日時点。
| 学年 | 1年 | 2年 | 3年 | 特別支援    | 合計 |
| ---- | --- | --- | --- | ----------- | ---- |
| 学級 | 1   | 1   | 1   | 2           | 5    |
| 生徒 | 42  | 38  | 26  | 11 （内数） | 106  |

### クラス編成
- 2022年現在のクラス編成は1年1、2年1、3年1、特別支援2。

## 所在地
- 白老郡白老町字萩野286番地

## 沿革
- 2013年（平成25年）4月1日 - 萩野・竹浦・虎杖の各中学校を統合し、開校。校舎は、萩野中学校の施設を継続使用する。
- 2022年（令和4年）10月26日 - 開校10周年を祝う会開催[2]。

## 部活動
- バドミントン部
- 吹奏楽部
- バスケットボール部
- テニス部

## 窓口部
- 剣道部
- 水泳部
  - いずれも学校外で活動

## 主な卒業生
- 根本悠楓 - 北海道日本ハムファイターズ投手。第39回全国中学校軟式野球大会の決勝戦で完全試合を達成した。

## アクセス
- JR室蘭本線萩野駅から、
  - 徒歩で約400m・約6分（駅北東にある跨線橋を通った場合）。
  - 車で約1.1km・約2分（直線距離だと近いが、道路の関係で遠回りとなる）。
- 白老町内循環福祉バス「元気号」 で、「萩野駅北口」バス停下車後、徒歩約150m・約3分。
- 白老町役場から、車で約5.8km・約10分。
- 道央自動車道白老ICから、車で約6.2km・約14分。
  - 虎杖浜から通ってる生徒は、「竹虎便」または「国道便」で学校に通うことになる。
  - 竹浦から通ってる生徒は、「竹虎便」で学校に通うことになる。

## 周辺
- 白老町立萩野小学校 - 敷地が隣接
- JR室蘭本線萩野駅
- 真雄寺
- 国道36号

## 参考資料
- 『新白老町史 下巻』（白老町・1992年11月3日発行）248頁「第7編教育と文化 第2章学校教育 第四節中学校」の「萩野中学校（1）所在地」